# Pteropus cognatus
Pteropus cognatus är en flyghund i släktet Pteropus som förekommer endemisk på Salomonöarna. Arten listades tidvis som underart eller synonym till Pteropus rayneri eller Pteropus rennelli.

## Utseende
Vuxna exemplar når en kroppslängd av 166 till 180 mm, svansen saknas och vikten ligger vid 190 g. Arten har 121 till 129 mm långa underarmar, bakfötter med 30 till 35 mm längd och 21 till 23 mm stora öron. Huvudet kännetecknas av svarta näsborrar, ögon med ljusbrun regnbågshinna och smala öron med avrundade spetsar. I huvudets bruna päls kan några gråa hår vara inblandade. Kring axlarna finns en rödbrun eller kanelfärgad mantel med gula nyanser. På resten av ovansidan har håren två avsnitt med olika nyanser av brun. På undersidan är pälsen vid halsen gulbrun med röda nyanser och den blir sedan intensiv mörkbrun. Pteropus cognatus har en mörk gråbrun flygmembran. I överkäken är den första molaren per sida förminskad.

## Utbredning
Flyghunden förekommer på öarna Makira, Ugi (även stavning Uki finns) och Santa Ana. Den lever i låglandet upp till 350 meter över havet. Habitatet utgörs av fuktiga skogar och trädgårdar.

## Ekologi
En hona hittades i en bananväxt nära ett vattendrag. Andra exemplar bildade små grupper med 3 till 6 medlemmar i fruktträd nära byar. Arten är aktiv på natten och den har bland annat frukter av jackfruktsläktet som föda. En hona hade i november aktiva spenar och en cirka 90 g tung unge.

## Hot
Pteropus cognatus jagas liksom andra flyghundar för att få viltkött. Flyghundens tänder förarbetas till smycken. Populationen påverkas även av skogarnas omvandling till odlingsmark. Alla populationer fördelar sig över en 6 000 km² stor yta. IUCN listar arten som sårbar (VU).